# 少陽病
伝統中国医学における少陽病（しょうようびょう）は、三陰三陽病の一つで、陽明病の次に起こる外感性疾病。六経病では少陽経病である。傷寒論では、「少陽の病たる、口苦く、咽乾き、目眩くなり」といわれ、発病後4 - 5日ないし6 - 7日を経た時期の病態で、口苦、咽乾、舌苔白、食欲不振、悪心、脈弦緊などの症候を現わす。胸脇苦満や往来寒熱も出る。